# Rifugio Genova
Il rifugio Genova al passo Poma (in tedesco Franz-Schlüter-Hütte) è un rifugio CAI che si trova a 2.306 m, presso il passo Poma (2.340 m), al confine tra la val di Funes e la val Badia, all'interno del parco naturale Puez-Odle nella provincia autonoma di Bolzano.

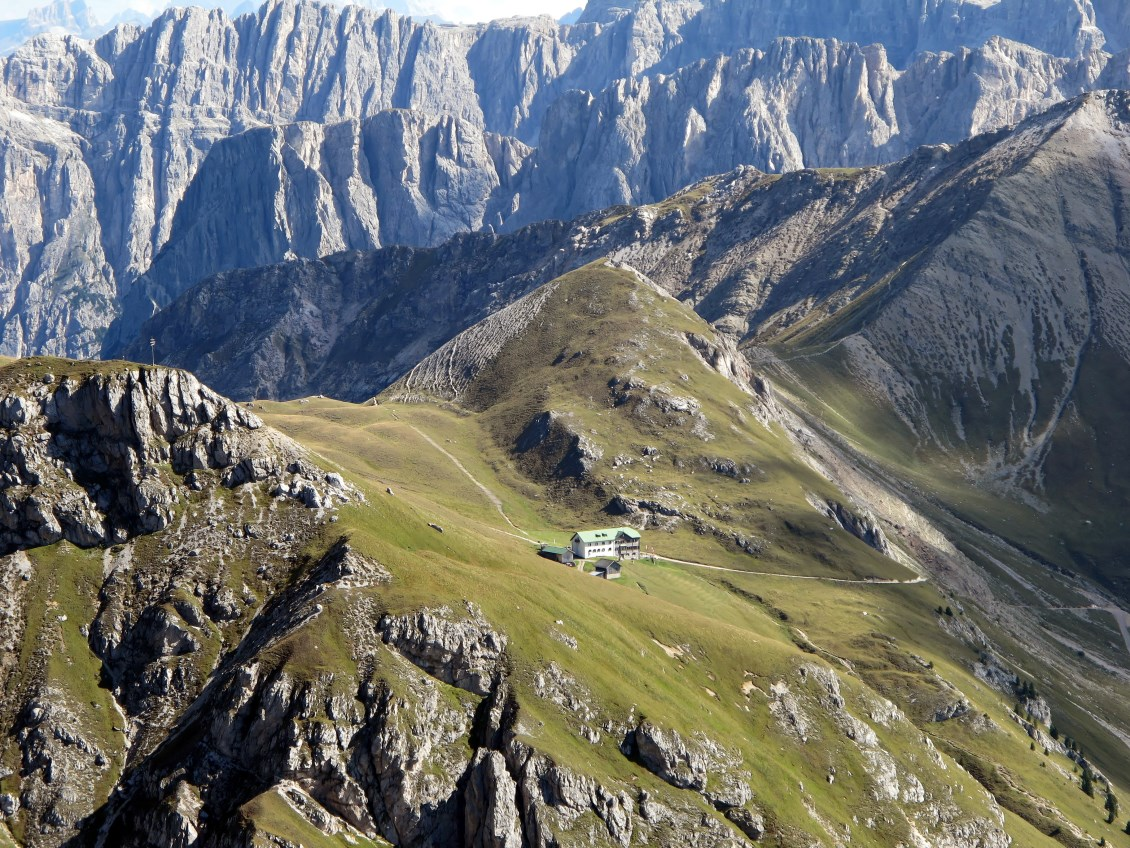
Vista dall'alto

## Storia
Il rifugio nacque da un'idea di Johann Santner di costruire un rifugio alpino presso il passo Poma (Kreuzkofeljoch). La realizzazione di quest'idea avvenne nel 1896, quando un ricco commerciante di Dresda, Franz Schlüter, rimase affascinato dalla bellezza del gruppo delle Odle.
L'incarico di costruire il rifugio fu dato a Richard Neisse, che con l'aiuto dell'Alpenverein di Bressanone, riuscirono a inaugurare il 4 agosto 1898 il rifugio, che subito fu donato da Schlüter alla sezione dell'Alpenverein di Dresda.
Il rifugio subì un radicale restauro nel 1908, assumendo le odierne dimensioni, dotandolo anche di acqua corrente e elettricità.
In seguito alla prima guerra mondiale il rifugio passò nelle mani del Demanio Militare, che lo passò a sua volta al CAI della sezione di Genova. Finita anche la seconda guerra mondiale il rifugio passò alla sezione di Bressanone, che ha provveduto negli anni a migliorarne la struttura ed efficienza.

## Accessi
È possibile raggiungere il rifugio Genova partendo:
- da Malga Zannes/Zanseralm Val di Funes (1680 m), in 2 ore
- da S. Maddalena Val di Funes (1290 m), in 3 ore
- da Longiarù (1.400 m), in 2,5 ore
- da Antermoia (1.515 m), in 2,5 ore
- da Plancios (1.700 m), attraverso la Forcella del Putia, in 3,5 ore
- dal rifugio Malga Brogles in 3 ore
- dal rifugio Puez attraverso la forcella Forces de Sielles (2.505 m) e la forcella della Roa (2.617 m), in 3,5 ore
- dal rifugio Plose, attraverso la forcella della Putia (2.357 m), in 4 ore

## Ascensioni
Dal rifugio Genova è possibile salire sulle cime del:
- Col di Poma (2.422 m), in meno di 20 minuti
- Sass de Putia (2.875 m), in 2 ore

## Traversate
Dal rifugio Genova è possibile raggiungere:
- il rifugio Malga Brogles, in 2,5 ore
- il rifugio Puez (2.475 m), attraverso la forcella della Roa (2.617 m) e la forcella de Sielles (2.505 m), in 4,5 ore
- il rifugio Firenze (2.037 m), attraverso la forcella della Roa (2.617 m), in 3 ore
- il rifugio Plose (2.446 m), attraverso la forcella del Putia (2.357 m) in 4,5 ore
- il passo delle Erbe (2.002 m), attraverso la forcella del Putia (2.357 m) in 2 ore